# مات أوسوليفان
مات أوسوليفان (بالإنجليزية: Matt O'Sullivan)‏ (1 يوليو 1955 في الولايات المتحدة - ) هو لاعب كرة قدم أمريكي في مركز الدفاع. لعب مع Houston Summit ‏ وهيوستن هوريكاينز ‏ وممفيس أمريكانز ‏ وسياتل ساوندرز.